# The Power and the Glory
| Críticas profissionais | Críticas profissionais |
| Avaliações da crítica  | Avaliações da crítica  |
| Fonte                  | Avaliação              |
| ---------------------- | ---------------------- |
| allmusic               | link                   |
| Robert Christgau       | C+ link                |

The Power and the Glory é um álbum de estúdio do cantor Jimmy Cliff, lançado em 1983. Inclui os sucessos "Reggae Night" e "We All Are One". O álbum recebeu o disco de ouro na França.

## Faixas
| N.º | Título                  | Duração |  |
| 1.  | "We All Are One"        | 4:34    |  |
| 2.  | "Sunshine in the Music" | 4:54    |  |
| 3.  | "Reggae Night"          | 5:23    |  |
| 4.  | "Piece of the Pie"      | 4:53    |  |
| 5.  | "American Dream"        | 4:26    |  |
| 6.  | "Roots Woman"           | 4:21    |  |
| 7.  | "Love Solution"         | 4:03    |  |
| 8.  | "Power and the Glory"   | 5:17    |  |
| 9.  | "Journey"               | 3:42    |  |

## Desempenho nas paradas musicais
| Parada musical (1984)      | Melhor posição |
| -------------------------- | -------------- |
| Países Baixos (MegaCharts) | 29             |
| Nova Zelândia (RIANZ)      | 25             |